# أم الدموع (الأم الثالثة)
أم الدموع ( (بالإيطالية: La Terza madre)‏) هو فيلم رعب خارق للطبيعة أصدر في عام 2007 من تأليف وإخراج داريو أرجينتو، وبطولة آسيا أرجينتو، داريا نيكولودي، موران أتياس، أودو كير وكورالينا كاتالدي تاسوني. وصف الفيلم أيضًا في وسائل الإعلام الناطقة باللغة الإنجليزية باسم الأم الثالثة وأم الدموع: الأم الثالثة .
قام بتأليف الفيلم أرجينتو وجيس أندرسون وآدم جيراش، وهو الجزء الأخير من ثلاثية الرعب الخارقة للطبيعة لأرجنتو الأمهات الثلاث، التي سبقها فيلم تشويق (1977) وجحيم (1980). يصور هذا الفيلم المواجهة مع الساحرة "الأم" الأخيرة المعروفة باسم ماتر لاشريماروم.

## طاقم العمل
- آسيا أرجنتو في دور سارة ماندي
- كريستيان سوليمينو في دور المحقق إنزو مارشي
- داريا نيكولودي في دور إليسا ماندي
- أودو كير في دور بادري يوهانس
- موران أتياس في دور ماتر لاشريماروم
- آدم جيمس في دور مايكل بيرس
- كورالينا كاتالدي تاسوني [الإنجليزية] في دور جيزيل
- فيليب ليروي في دور غولييلمو دي ويت
- فاليريا كافالي في دور مارتا
- كلايف ريتشي في دور الرجل ذو المعطف
- ماسيمو سارشيلي في دور المتشرد
- سيلفيا روبينو في دور إلجا
- جون إيتشيكاوا [الإنجليزية] في دور كاترينا
- لوكا بيسكاتور في دور بول بيرس